# Inbate
Inbate (auch Imbate) ist ein indonesisches Desa („Dorf“) im Distrikt (Kecamatan) Bikomi Nilulat (Regierungsbezirk Nordzentraltimor, Provinz Ost-Nusa Tenggara) auf der Insel Timor.

## Geographie
Inbate liegt im Nordosten von Bikomi Nilulat. Westlich liegt die osttimoresische Exklave Oe-Cusse Ambeno mit seinen Sucos Abani, Usitaqueno und Bobometo.
In Inbate befindet sich eine Gesundheitsstation (Puskesmas). Die protestantische Kirche im Ort wurde am 26. Oktober 2014 dem Heiligen Paulus geweiht. Sie wurde seit dem März 2012 gebaut. Der protestantische Gemeinde gehören 13 Familien an.

## Einwohner
2017 lebten in Inbate 1.187 Menschen.

## Geschichte
Soldaten der Streitkräfte Indonesiens und 200 pro-indonesische Milizionäre der Sakunar (Skorpion) ermordeten während der Operation Donner zwischen dem 7. und 9. September 1999 in den osttimoresischen Dörfern Tumin, Quiubiselo, Nonquican (alle Suco Bobometo) und Nibin (Usitaqueno) 17 Personen mit Macheten und Schusswaffen. Häuser wurden niedergebrannt und die Überlebenden auf die indonesische Seite der Grenze deportiert. In Inbate angekommen, wurden 55 junge Männer durch Soldaten, Polizisten und Milizionären von den anderen getrennt, gefesselt und geschlagen. Am Morgen des 10. Septembers wurden sie zu Fuß in das osttimoresische Passabe getrieben und 47 dort erschossen und erstochen. Acht Männer konnten entkommen.